# Biocrón (hipótesis)
Se llama biocrón a una antigua hipótesis que postulaba la existencia de un reloj temporal para las especies. Según se postulaba, era una propiedad que podía estar activada o desactivada. Cuando el biocrón de la especie se acababa, esta perdía capacidad de adaptarse a los cambios ambientales y estaba condenada a la extinción. Actualmente esta hipótesis no tiene relevancia científica y se considera una curiosidad como la teoría del flogisto, el éter y el lamarckismo.
- Datos: Q5728798